# Walery Furs-Żyrkiewicz

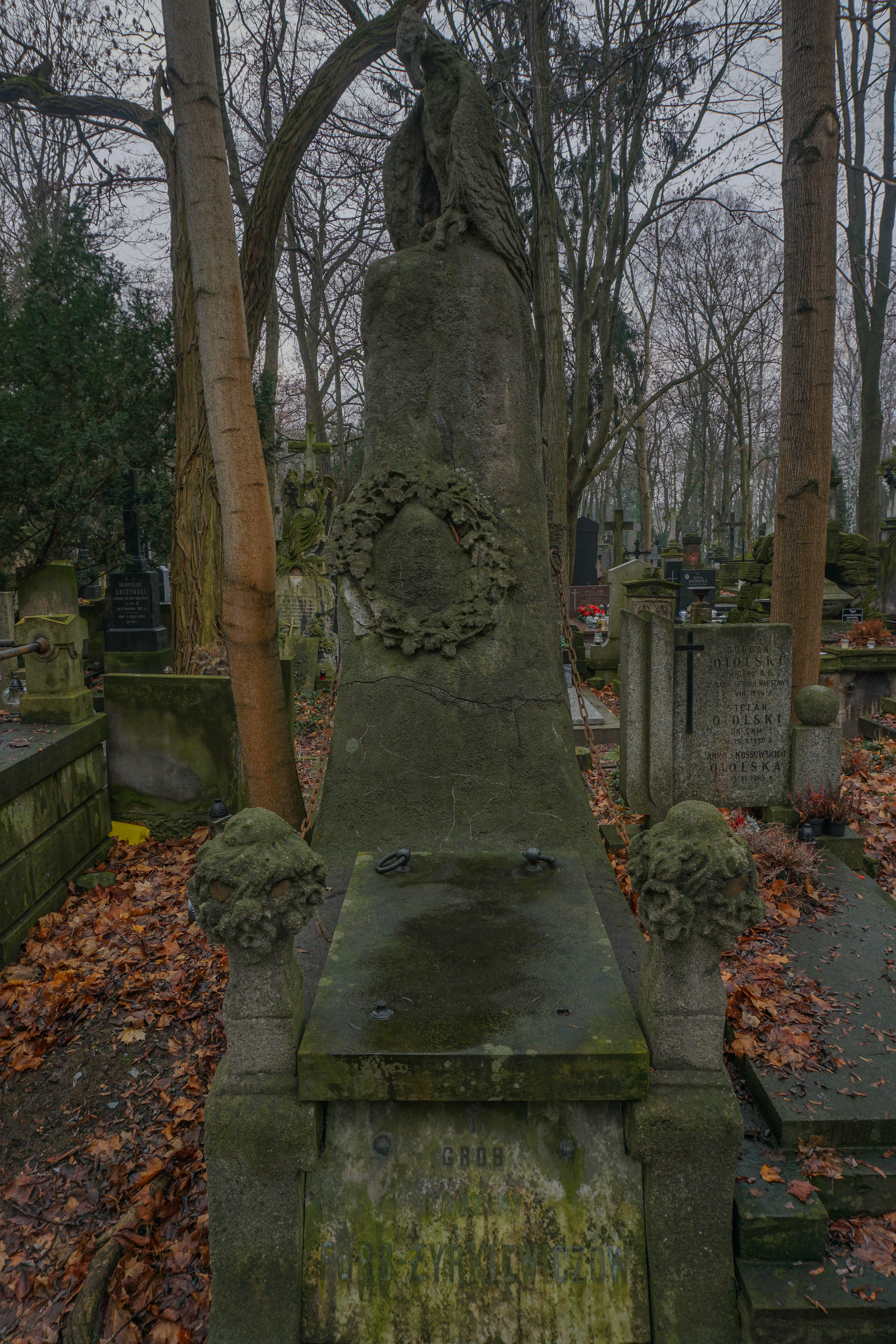
Grób Walerego i Leonarda Fursa-Żyrkiewicza na cmentarzu Powązkowskim

Walery Furs-Żyrkiewicz (ur. 15 grudnia 1846, zm. 5 czerwca 1906 w Warszawie) – polski generał major Armii Imperium Rosyjskiego.

## Życiorys
Urodził się 15 grudnia 1846 na Litwie. Był narodowości polskiej. Został wojskowym armii rosyjskiej. Miał brata, także wojskowego w armii rosyjskiej. 
Uzyskał stopień generała majora. Po wybuchu wojny rosyjsko-japońskiej został wezwany do służby i odbył 1,5-roczną kampanię we Władywostoku, gdzie był dowódcą twierdzy, po czym przez spodziewanym oblężeniem został zastąpiony przez gen. Kazbeka. Wiosną 1906 powrócił na ziemie polskie. Następnie krótkotrwale przebywał w Petersburgu, po czym wrócił do Warszawy.
Po czterech dniach nagłej choroby zmarł 5 czerwca 1906 w Warszawie Stwierdzoną przez lekarzy przyczyną śmierci była drętwica karku. Został pochowany na cmentarzu Powązkowskim w Warszawie (kwatera 40-3-11).
Był żonaty z Janiną Bobińską (pseudonim Hanna Krzemieniecka), z którą miał czworo dzieci, w tym: Ewelinę (1887–1969, jako Elina Pepłowska była posłanką na Sejm RP III kadencji w latach 1930–1935, w latach 1933–1936 przewodnicząca Centralnego Biura Porozumienia Organizacji Współdziałających w Zwalczaniu Komunizmu), Jerzego (1890–1961), Leonarda (1900-1965, podpułkownik Wojska Polskiego). Mieszkał przy ulicy Wilczej 52 w Warszawie, posiadał dom pod numerem 50 tej ulicy.